# Шинковізна
Шинковізна (пол. Szynkowizna) — село в Польщі, у гміні Осек Бродницького повіту Куявсько-Поморського воєводства.
Населення — 170 осіб (2011).
У 1975-1998 роках село належало до Торунського воєводства.

## Демографія
Демографічна структура станом на 31 березня 2011 року:
|          | Загалом | Допрацездатний вік | Працездатний вік | Постпрацездатний вік |
| -------- | ------- | ------------------ | ---------------- | -------------------- |
| Чоловіки | 91      | 25                 | 55               | 11                   |
| Жінки    | 79      | 21                 | 43               | 15                   |
| Разом    | 170     | 46                 | 98               | 26                   |